# Gloria Dickson
Gloria Dickson (13 augustus 1917 - 10 april 1945) was een Amerikaanse actrice.

## Levensloop en carrière
Dickson begon haar carrière in 1937. Haar eerste film was They Won't Forget, waarin ze speelde naast Claude Rains en Lana Turner. In 1943 speelde ze een hoofdrol in Lady of Burlesque. Twee jaar later overleed ze op 27-jarige leeftijd aan de gevolgen van verstikking na een brand in haar huis. Dickson was driemaal gehuwd en had geen kinderen.